# تل اعظم قلات
تل اعظم قلات مربوط به دوره نوسنگی - مس و سنگ است و در شهرستان بوانات، بخش سرچهان، دهستان سرچهان، ۱ کیلومتری شمال غربی روستای قلات واقع شده و این اثر در تاریخ ۱ مرداد ۱۳۸۶ با شمارهٔ ثبت ۱۹۳۱۴ به‌عنوان یکی از آثار ملی ایران به ثبت رسیده است.